# Catalan nord-occidental

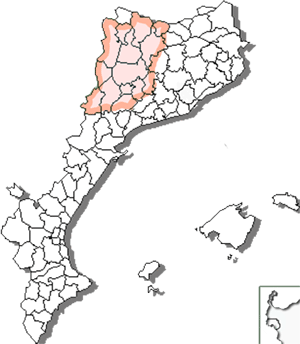
Localisation des zones de catalan nord-occidental sur une carte du domaine linguistique de la langue catalane (les frontières indiquent les limites des comarques).

Le catalan nord-occidental est la variété de la langue catalane parlée dans la partie nord-occidentale du domaine linguistique catalan, dans les comarques occidentales de Catalogne  (Alta Ribagorça, Pallars Jussà, Pallars Sobirà, Alt Urgell, Solsonès, Segarra, Noguera, Segrià, Urgell, Pla d'Urgell, Garrigues, Ribera d'Ebre et El Priorat, auxquelles on pourrait également ajouter Terra Alta, Baix Ebre et Montsià comme zone de transition vers le valencien) ainsi que les comarques de la Frange d'Aragon, la Ribagorce aragonaise catalanophone, la Llitera, le Baix Cinca, le Matarranya, et en Andorre.
Le catalan nord-occidental est appelé par certains lleidatà d'après la ville de Lleida alors que d'autres réservent cette appellation au groupe de parlers de la future viguerie de Lleida, qui n'en représentent qu'une partie.
Selon la classification dialectale traditionnelle, le catalan nord-occidental et le valencien constituent le bloc occidental du catalan ; le bloc occidental et le bloc oriental rassemblent l'ensemble des dialectes de la langue.

## Frontières

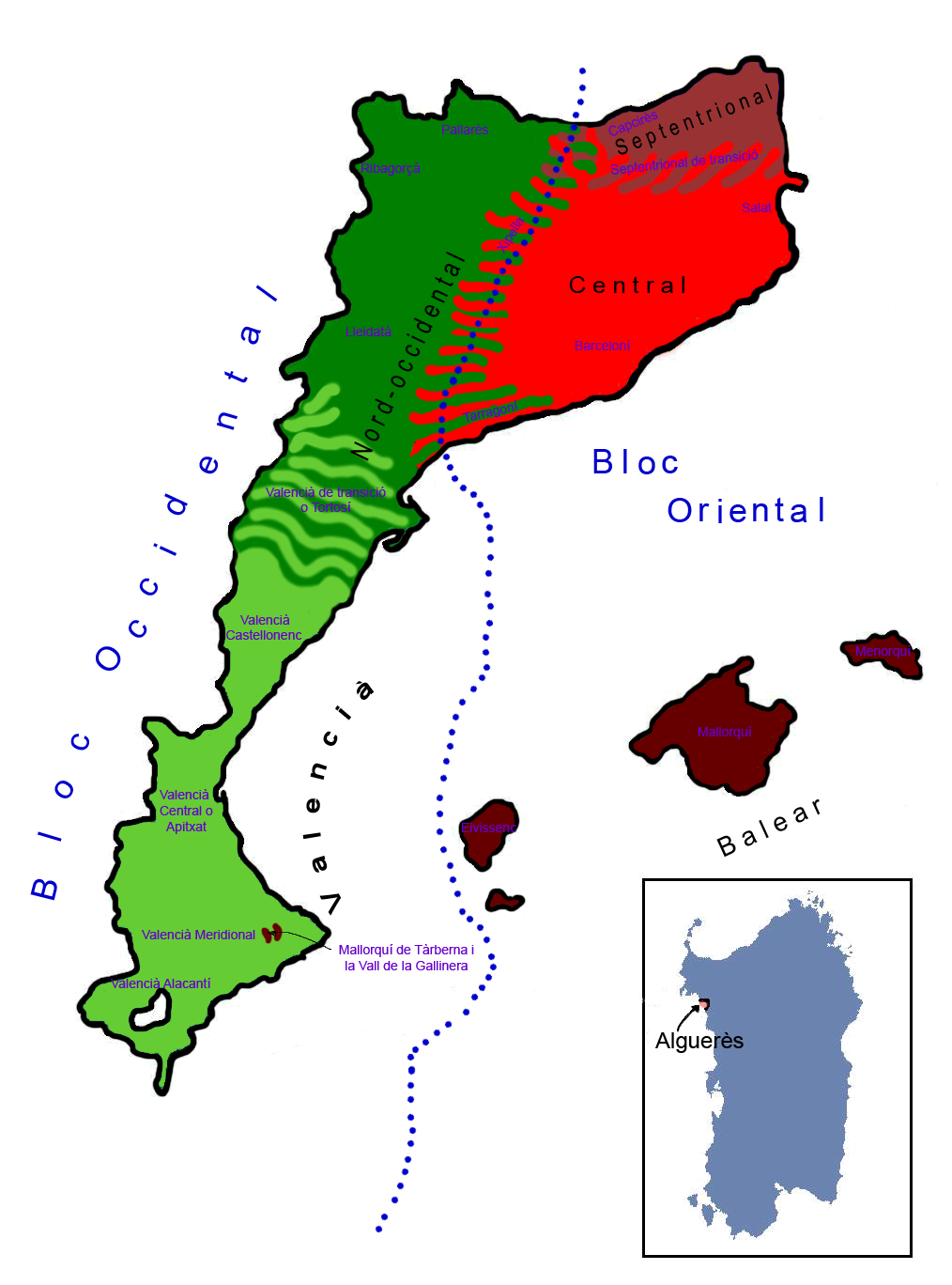
Carte représentant les principaux groupes dialectaux du catalan. La ligne pointillée indique la séparation entre blocs oriental et occidental. Les zones hachurées représentent les parlers de transition. Le catalan nord-occidental est représenté en vert foncé.

Au nord, la frontière du catalan nord-occidental avec le catalan oriental suit la frontière politique d'Andorre avec la France, et encercle le Val d'Aran, qui appartient au domaine occitan.
À l'ouest, la frontière pénètre dans l'Aragon, et se trouve marquée par les interférences linguistiques avec l'aragonais. Les rivières Ésera et Isàbena forment les limites naturelles pour la partie septentrionales ; à partir de Tamarite de Litera en direction du sud la délimitation des deux langues est claire et passe par Zaidín, Fraga, Maella, Valjunquera et Aiguaviva. Au sens strict, le nord-occidental inclut les bassins du Sègre (jusqu'à la Cerdagne et l'Urgellet), de l'Èbre et de leurs affluents.
Dans la zone méridionale, les isoglosses se croisent, marquant le passage vers le valencien, et s'étendent vers le sud en formant une large zone de transition (commençant dans les Terres de l'Èbre, pénétrant dans le territoire valencien depuis Matarranya et les Ports, incluant tout le Maestrat et une grande partie de l'Alcalatén jusqu'aux zones septentrionales de la Plana Alta) dans laquelle confluent caractéristiques méridionales et nord-orientales jusqu'à la région de La Plana, autour de Castellón.
Dans toute cette zone de transition on trouve une série de traits qui montrent le passage d'un dialecte vers l’autre : phonétiques (non palatalisation du groupe -tl-, tendance au maintien du /-ɾ/ final), morphosyntaxiques (maintien des trois degrés de démonstratifs : est, eix, aquell, variations dans la morphologie verbale) ou lexicaux (faena/feina, endívia/escarola…)
Une bonne partie des documents écrits les plus anciens identifiés comme relevant de la langue catalane proviennent de territoires nord-occidentaux, comme les Homélies d'Organyà du XIe siècle.

## Caractéristiques générales

### Phonétique et phonologie

#### Vocalisme

##### Vocalisme atone
Le vocalisme atone nord-occidental, comme l'ensemble du groupe occidental, est plus distinct et diversifié que l'oriental, avec une distinction entre /a/ et /e/ (« passar » > [paˈsa], « besar » [beˈza]) et entre /o/ et /u/ (« posar » > [poˈza], « curar » > [kuˈɾa]).
Il existe toutefois des exceptions et des variations régionales : 
- /a/ et /e/ à l'initiale sont neutralisées en [a] dans une grande partie du territoire, comme en valencien.
- /o/ atone initial diphtongue en [aw] dans une bonne partie du territoire.
- Le /a/ final peut devenir [ɛ] ou [e] et, plus rarement, [o]. Dans le cas des monosyllables atones le [a] est maintenu : la capa [la ˈkapɛ], ma tia [ma ˈtiɛ].

##### Vocalisme tonique
- Le [e] « fermé » du latin vulgaire (issus de E long et I bref latins) reste fermé dans la plus grande partie du domaine, comme en valencien : pera [ˈpeɾɛ]. Dans certaines zones orientales toutefois, ils donnent [ɛ] comme en catalan central[1].

#### Consonantisme
Les principales caractéristiques sont :
- Conservation des /ll/ étymologiques comme latérales palatales : [ʎ].
- À la différence du valencien et comme dans le domaine oriental, amuïssement et chute du /-ɾ/ final : cantar > [kanˈta].
- Bêtacisme : absence de distinction entre [v] et [b]
- Affrication du x- initial et postsonnantique : ʃ > t͡ʃ
- Comme en valencien, affrication de j et g + e/i en [d͡ʒ], sauf entre voyelles où il donne [ʒ] comme en oriental.

### Morphologie
- Les articles masculins sont, dans une grande partie du domaine nord-occidental, lo et los, réduits à [l], [ls] devant voyelle (graphiés el et els)[2].
- Les pronoms faibles présentent la forme pleine devant les formes verbales qui commencent par une consonne : (me dutxo, te dic, se pentina, contre em dutxo, et dic, es pentina en dialecte oriental). Les pronoms standards ens et us deviennent respectivement mos et vos dans tout le territoire, comme pour l'ensemble du valencien.
- Terminaison en -o de la première personne de l'indicatif (jo canto), dont l'isoglosse avec le valencien suit la ligne de L'Alcora à Cabanes de l'Arc.
- Désinences du subjonctif présent avec une voyelle vélaire -os, -o, -on (que tu cantos, que ell canto, etc).[réf. nécessaire]
- Au sud, l'isoglosse de l'imparfait du subjonctif en -ara, -era, -ira (jo cantara etc) se situe entre Villores et Alcalà de Xivert.

D'autres traits, ne se retrouvant que dans des zones plus réduites, montrent une conservation de caractères anciens issus du latin ; ils sont fréquemment considérés comme des archaïsmes :
- Imparfaits en -eva, -iva (feva contre feia, voliva contre volia).
- Désinences en -am, -au du présent de l’indicatif (parlam, parlau),
- Maintien du group [it] < ct ('lleit' < lacte) et de la palatale [j] au lieu de [ʒ] ou [dʒ], absence de palatalisation de mn.

### Lexique
On trouve un certain nombre d'éléments lexicaux distincts ou de sens différents par rapport à l'oriental, que l'on retrouve souvent en valencien et qui présente de fréquents parallélismes avec le lexique castillano-aragonais : espill pour mirall (« miroir »), xic pour noi (enfant), corder pour xai (agneau) etc. Le dialecte nord-occidental constitue naturellement une zone de transition entre le catalan central et le valencien. On constate fréquemment que les traits valenciens se maintiennent au sud et à l'ouest, tandis que les caractéristiques centrales se retrouvent particulièrement dans les zones orientales.
On observe la présence d'emprunts à l'occitan, notamment à l’aranais.

## Évolution
De façon générale, ce dialecte a fait l'objet de peu d'attention au cours de normalisation de la langue catalane. On sait qu'il était déconsidéré par Pompeu Fabra, qui, pour des raisons historiques, accorda davantage de valeur au valencien et au majorquin. Certaines de ses variantes morphologiques propres sont considérés comme des archaïsmes et ne se rencontrent que très marginalement à l'écrit.
Sous l’effet de la politique linguistique impulsée par la Généralité catalane, on observe une évolution des variante nord-catalanes parlées en Catalogne où on constate, à la différence de celles de la Frange d'Aragon, une tendance à la substitution parmi les jeunes générations des variantes morphologiques autochtones par leurs homologues issues du catalan central, qui sont privilégiées dans la langue standard. Dans ces zones, le dialecte nord-occidental tend par conséquent à n’être plus qu'une « variante accentuelle », qui se différencie seulement sur les plans phonologique et phonétique.

Isoglosses phonologiques de Matarranya selon Joaquim Rafel i Fontanals (1981).

## Sous-dialectes
- Catalan de transition (du nord-occidental vers le valencien)
  - Parler del Matarranya
- Nord-occidental basique ou de Lleida
- Pallarais
- Ribagorçain (ca)

## Culture populaire
Cette variante de la langue catalane est popularisée au niveau international grâce au film Nos soleils de la réalisatrice Carla Simón, tourné à Alcarràs (comarque du Segrià), lauréat de l'Ours d'or de la 72e Berlinale en 2022, premier film en catalan à recevoir ce prix et tourné entièrement en catalan nord-occidental.